# Święto Świętych Młodzianków, Męczenników
Święto Świętych Młodzianków, Męczenników (także Dzień Niewinnych Dzieci Betlejemskich) – święto liturgiczne obchodzone w Kościele katolickim 28 grudnia.
Święto to obchodzone jest dla upamiętnienia Rzezi Niewiniątek dokonanej na rozkaz namiestnika Galilei Heroda w Betlejem (Mat 2, 16 BT). Młodziankowie – dzieci – oddając za Boga życie, otrzymali chrzest krwi i zasłużyli u Boga na podwójną aureolę: dziewictwa i męczeństwa. Kolekta mówi, że Młodziankowie obwieścili chwałę Bożą nie słowem, lecz śmiercią.
Święci Młodziankowie są uważani za patronów chórów kościelnych.
W okresie I Rzeczypospolitej było to święto radosne dla dzieci, które otrzymywały podarki.
Obecnie w polskiej tradycji liturgicznej, każde dziecko obecne w tym dniu na mszy otrzymuje indywidualne błogosławieństwo.